# Xaquín López
Xaquín López García, nacido en Chantada, Lugo en 1962, es un periodista y reportero de programas informativos de televisión. Trabaja para varios medios, entre ellos, Radiotelevisión Española y el diario El País de España.
Especializado en temas relacionados con África. Destacan sus trabajos sobre la guerra de Etiopía o el yihadismo; la presencia de Boko Haram en Maiduguri (Nigeria), tema sobre el que dirigió, junto a Sonsoles Meana en 2020, el documental titulado A golpe de trinchera (seleccionado en el Festival de Derechos Humanos de Barcelona); o la epidemia de cólera en Zimbabue durante 2018.
Como escritor, ha publicado Las fronteras se cruzan de noche, un trabajo de investigación sobre las mafias que trafican con niños-esclavo. Para ello se infiltró en una mafia beninesa que secuestraba o, a veces compraba directamente a los padres, niños que después eran vendidos para las plantaciones de cacao en Costa de Marfil y en otra mafia nigeriana, en este caso, para las canteras de Abeokuta. Dicho trabajo le hizo merecedor del Premio Infancia y Periodismo en 2007.

## Trayectoria profesional[10]
- 1986 Comienza a colaborar, como becario, en el Centro Territorial de TVE en Galicia
- 1989 Se incorpora a la emisora de RNE el Lugo
- 1992 Siguiendo en RNE, pasa a su emisora en Santiago de Compostela
- 1997 Se traslada a Madrid, donde forma parte del equipo fundacional de la redacción del canal 24 Horas de TVE
- 1998 Se incorpora a la plantilla de La 2 Noticias
- 2000 Asume responsabilidades en la redacción central de los Servicios Informativos de TVE
- Desde 2002 es profesor del "Máster de Periodismo en Televisión" en la Universidad Rey Juan Carlos de Madrid
- 2003 Por sus reportajes relacionados con el medio ambiente, recibe un premio del Club Español de la Energía

Como enviado especial, realiza destacados reportajes. Alguno de ellos son:
- Terremoto de Cachemira (Pakistán) en 2005[11]
- Sobre el pesquero español "Francisco y Catalina", retenido en las costas de Malta con 51 inmigrantes a bordo, rescatados en el Mediterráneo, por el que fue finalista del Premio al mejor reportaje en el Festival de Televisión de Montecarlo en 2007
- Secuestro del atunero español Playa de Bakio por piratas somalíes en 2008
- Secuestro del petrolero "Mattheos I" en aguas del Golfo de Guinea
- Pesca de ballenas en Japón
- El yihadismo en Burkina Faso.

Además, imparte clases en cursos de verano de diversas universidades y participa en conferencias.

## Otros reportajes
Entre otros diversos temas, también ha realizado varios reportajes relacionados con el medio ambiente, el tráfico de drogas y la corrupción.
El reportaje "Narco de por vida", emitido por el programa Informe Semanal de TVE, recibió el Premio Nacional de la Fundación de la Policía en 2018.

### Xaquín y Sito Miñanco
En uno de estos reportajes, destapó una trama de corrupción en la cárcel de Huelva que otorgaba tratos de favor y permisos de salida a algunos presos, entre otros, a José Ramón Prado Bugallo (Sito Miñanco). Como consecuencia de ese reportaje, el director de la prisión (Francisco Sanz) fue cesado y a Sito lo trasladaron a la cárcel de Algeciras.
Sito Miñanco ha denunciado en numerosas ocasiones y por distintos motivos a Xaquín. Todas ellas han sido archivadas, desestimadas o sobreseídas. En 2015 interpuso una querella por calumnias contra Xaquín, por un reportaje sobre el "blanqueo de capital" procedente del narcotráfico, que archivó la Audiencia Provincial de Madrid.
En 2018, presentó otra demanda, esta vez por injurias, ante el Juzgado n° 29 de Madrid, que sobreseyó el caso. Contra ese fallo, interpuso recurso de apelación ante la Audiencia Provincial de Madrid que fue desestimada por la Sección 2ª de este Tribunal